# Yitzhak Rabin
Pour les articles homonymes, voir Rabin (homonymie).
Yitzhak Rabin (en hébreu : יִצְחָק רַבִּין, /jitsˈχak ʁaˈbin/ ), né à Jérusalem le 1er mars 1922 et mort assassiné à Tel Aviv le 4 novembre 1995, est un militaire et homme d’État israélien, Premier ministre de 1974 à 1977 puis de 1992 à sa mort.
En 1941, il s'engage au sein du Palmach, structure sioniste formée de commandos armés par les Britanniques, et devient l'un des premiers officiers de cette structure en 1947. Il est aussi l'un des plus jeunes commandants de brigade de la jeune armée israélienne, créée en 1948. Il participe à la guerre israélo-arabe de 1948-1949, puis atteint le grade de général de brigade en 1954 et est l’un des commandants du front contre les Égyptiens lors de la guerre de 1956.
En tant que général de division en 1957, il est commandant des forces armées dans le nord d'Israël. Il exerce la fonction de chef d'État-Major de Tsahal à compter de 1964. Au moment de la guerre des Six Jours, il conduit les forces israéliennes à la victoire contre les forces égyptiennes, syriennes et jordaniennes. En 1967, il est l'un des premiers Israéliens à se trouver le long du mur des Lamentations.
Il quitte ensuite l'armée, est nommé ambassadeur aux États-Unis en 1968 puis se lance ensuite en politique, à compter de 1973, devenant une figure du Parti travailliste. Il exerce la fonction de ministre de la Défense de 1984 à 1990 puis de 1992 à 1995, et celle de Premier ministre d'Israël de 1974 à 1977 puis de 1992 à son assassinat en 1995 par un extrémiste ultranationaliste religieux juif.
En 1994, il reçoit le prix Nobel de la paix, notamment pour son rôle actif dans la signature l’année précédente des accords d'Oslo.

## Jeunesse

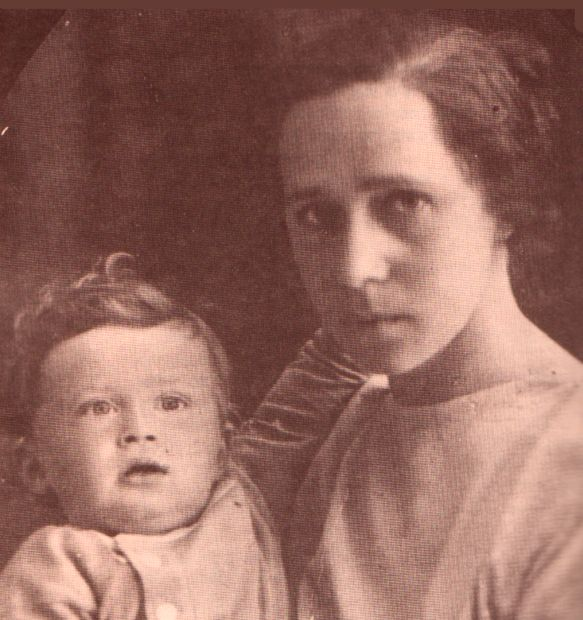
Rabin enfant et sa mère.

Yitzhak Rabin naît au Centre médical Shaare Zedek à Jérusalem le 1er mars 1922 sous le mandat britannique mais il grandit à Tel Aviv dès l'âge d'un an. Ses parents sont Nehemiah Rubitzov (1886-1971) et Rosa Cohen (1890-1937), des émigrants de la troisième Aliyah, faisant suite aux nombreux pogroms s'étant déroulés dans l'Empire russe. Son père est né dans un shtetl de l'oblast de Kiev (Ukraine). À l'âge de 18 ans, dans le cadre de la politique volontaire du mouvement sioniste d' avoir des noms hébreux en lieu et place des anciens noms juifs européens, il change son nom en Rabin, émigre d'abord aux États-Unis comme plus d'un million de Juifs résidant alors dans les pays composant l'Empire russe, puis plus tard, il quitte les États-Unis afin de se rendre en Palestine mandataire. Sa mère, Rosa Cohen, est née à Mahiliow en Biélorussie. Son père est rabbin mais l'envoie néanmoins dans une école catholique à Gomel. En 1919, celle-ci part pour la Palestine mandataire et s'installe dans un Kibboutz proche de Galilée, où ses parents la rejoignent en 1920. Nehemiah Rubitzov et Rosa Cohen se rencontrent à Jérusalem en 1920.

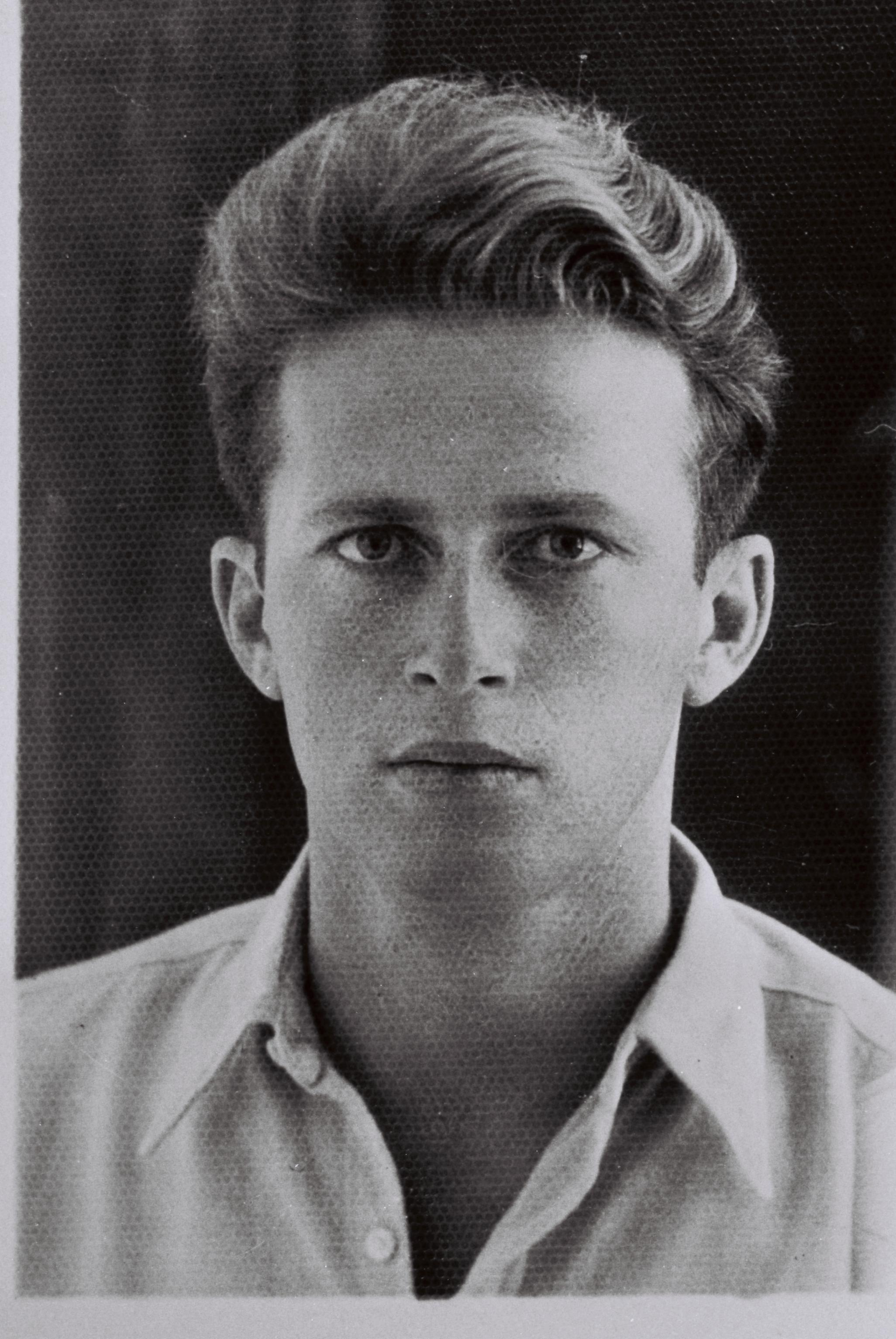
Yitzhak Rabin dans sa jeunesse.

Yitzhak Rabin poursuit son cursus scolaire à l'adolescence dans un lycée agricole jusqu'en 1940, se destinant à devenir ingénieur agricole spécialisé dans l'irrigation. En 1941, il rejoint dans les premiers le Palmach, unité militaire sioniste destinée à combattre avec les Britanniques les forces armées de l'Axe, qui étaient alors présentes sur le territoire égyptien, et suit notamment les formations d'abord de soldat puis de sous-officier au kibboutz Ramat-Yohanan. Il devient ensuite officier au sein du Palmach en 1947, avant l'indépendance et la création de l'État d'Israël, le 14 mai 1948. Il se marie en 1948 avec Leah Schloßberg, avec qui il a deux enfants, Dalia (en), née en 1950, et Yuval, né en 1955.

## Carrière militaire

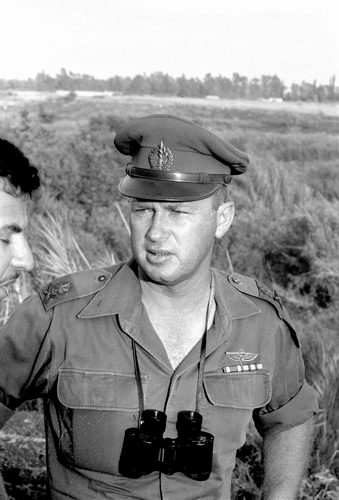
Yitzhak Rabin en 1957.

Au cours de la guerre israélo-arabe de 1948-1949, Yitzhak Rabin commande la brigade Harel du Palmach. Jusqu'au mois de juin 1948, celle-ci est déployée le long de la route entre Sha'ar Ha Gai (Bab al-Oued) et Jérusalem. Il participe à l'opération Maccabée et à l'opération Yoram contre Latroun, puis à l'opération Dani puis à des opérations dans le Néguev.
En 1964, il est nommé chef d'État-Major de l'armée israélienne par le Premier ministre Levi Eshkol qui, peu expérimenté militairement, choisit de lui laisser une grande liberté d'action.
Sous son commandement, l'armée de défense d'Israël est victorieuse de l'Égypte, de la Syrie et de la Jordanie lors de la guerre des Six Jours en 1967. Après la prise de la vieille ville de Jérusalem, Rabin est l'un des premiers à la visiter. Il prononce le 28 juin 1967 un discours célèbre à l'université hébraïque de Jérusalem sur le mont Scopus.

## Parcours politique
Yitzhak Rabin quitte Tsahal après la guerre des Six Jours puis devient ambassadeur aux États-Unis en 1968. En 1973, il est élu député travailliste à la Knesset. Il rejoint le gouvernement en tant que ministre du Travail puis est élu dirigeant de son parti politique. Il succède le 2 juin 1974 à Golda Meir à la tête du gouvernement, en tant que Premier ministre.

### Premier mandat de Premier ministre
Le principal événement marquant de son premier gouvernement est le célèbre raid d'Entebbe, lors duquel les militaires de Tsahal, en Ouganda, procèdent au sauvetage des passagers d'un avion détourné par un groupe de terroristes palestiniens.
Deux crises finissent par amener Yitzhak Rabin à démissionner :
- la rupture de sa coalition gouvernementale lorsque quatre avions F-15 sont livrés un jour de Chabbat ;
- la révélation de l'existence d'un compte en banque en dollars américains, au nom de son épouse, ce qui était interdit à l'époque par les lois monétaires israéliennes.

Yitzhak Rabin reconnaît être titulaire de ce compte bancaire et démissionne le 8 avril 1977.

### Dans l’opposition
Menahem Begin et le Likoud sont portés au pouvoir, aux élections législatives de juin 1977, faisant suite à la démission d'Yitzhak Rabin, qui devient alors membre de l'opposition.
En 1984, il obtient le portefeuille de ministre de la Défense dans plusieurs gouvernements d'union nationale. Il est connu notamment pour les mesures radicales qu'il prend, à ce poste, pour lutter contre la première intifada. Il a notamment déclaré devant la Knesset : « Nous imposerons la loi et l'ordre dans les territoires occupés, même si cela doit se faire dans la douleur », précisant devant ses collaborateurs : « S'il le faut, brisez-leur les bras et les jambes ! ».

### Second mandat de Premier ministre

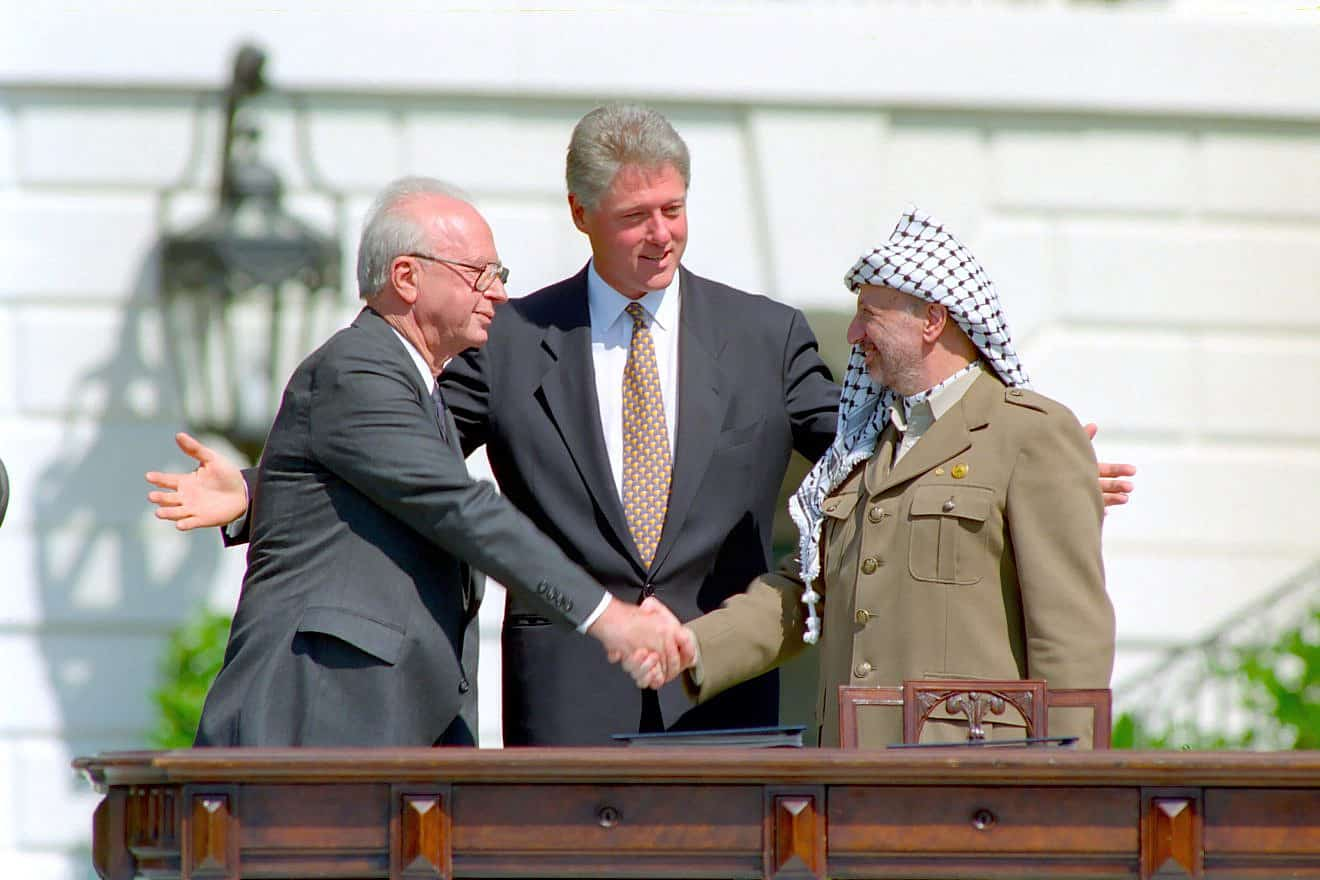
Yitzhak Rabin, Bill Clinton et Yasser Arafat durant les accords d'Oslo le 13 septembre 1993.

Yitzhak Rabin est à nouveau élu Premier ministre en juillet 1992 mais dès le mois d'octobre, à la suite du crash du vol 1862 El Al sur le quartier néerlandais de Bijlmermeer (banlieue d'Amsterdam), il doit faire face à une crise diplomatique majeure[réf. nécessaire].
Le mandat d'Yitzhak Rabin prend une dimension historique lorsqu'il signe les accords d'Oslo en 1993, créant ainsi l'Autorité palestinienne et cédant pour la première fois un contrôle partiel de certaines zones de la bande de Gaza et de la Cisjordanie aux Palestiniens. Sous son mandat, Yasser Arafat renonce officiellement au recours à la violence et reconnaît Israël dans une lettre officielle. Yitzhak Rabin reconnaît en retour l'OLP le 9 septembre 1993.
Yitzhak Rabin signe également le traité de paix israélo-jordanien en 1994.
Le prix Nobel de la paix est décerné en 1994 aux dirigeants politiques qui ont permis les accords d'Oslo : Yitzhak Rabin, Shimon Peres et Yasser Arafat.
Ces accords, qui lui attirent la sympathie d'une partie de la population, lui suscitent par ailleurs la haine des militants d'extrême droite. Si certains le célèbrent comme un héros de la paix, d'autres le perçoivent comme un traître ayant renoncé à une part de terre promise au peuple juif dans la Torah.
Le gouvernement Rabin se maintient toutefois grâce aux députés arabes israéliens de la Knesset.

## Assassinat et conséquences

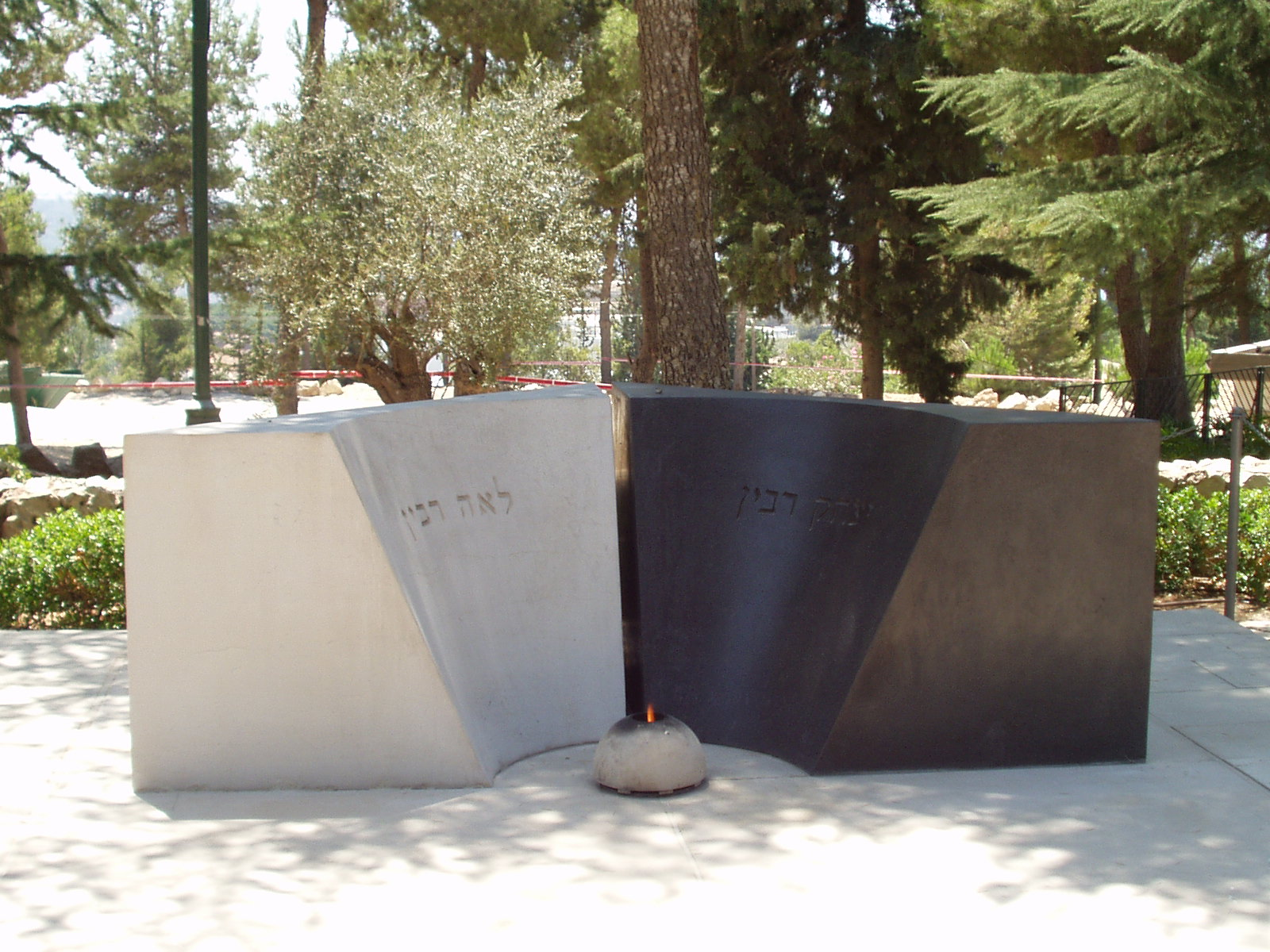
Tombe d'Yitzhak et Leah Rabin.

Le 4 novembre 1995, Yitzhak Rabin, âgé de 73 ans, est touché par deux balles tirées à bout portant dans son dos par Yigal Amir, juif extrémiste religieux, étudiant en droit et opposé aux accords d'Oslo. Ce meurtre intervient après qu'il a prononcé un discours lors d'une manifestation pour la paix sur la place des rois d'Israël, à Tel Aviv. Mortellement blessé, Yitzhak Rabin meurt sur la table d'opération de l'hôpital Ichilov de Tel Aviv quelques heures plus tard.
Il est remplacé par Shimon Peres au poste de Premier ministre d'Israël par intérim.
Le processus de paix israélo-palestinien a été grandement freiné à la suite de l'assassinat de Rabin. Ce meurtre eut également pour conséquence un élargissement de la fracture dans la société israélienne entre les religieux et les laïcs.
En commémoration de la mort de Yitzhak Rabin, la place des rois d'Israël, où il a tenu son dernier discours, est rebaptisée place Yitzhak Rabin et la date de son assassinat est commémorée annuellement par la population et de nombreuses associations israéliennes.
Dix ans après son assassinat, deux cent mille Israéliens se sont rassemblés le 5 novembre 2005 à Tel Aviv sur la place Yitzhak Rabin, désormais symbole de paix. De nombreuses personnalités étaient présentes comme le président israélien Moshe Katsav, la secrétaire d'État américaine Condoleezza Rice, l'ancien président américain Bill Clinton et son épouse Hillary Clinton, alors sénatrice de l'État de New York.

## Détail des mandats et fonctions
- Du 10 mars 1974 au 3 juin 1974 : ministre du Travail
- Du 3 juin 1974 au 20 juin 1977 : Premier ministre
- Du 3 juin 1974 au 20 mars 1975 : ministre des Communications
- Du 13 septembre 1984 au 15 mars 1990 : ministre de la Défense
- Du 13 juillet 1992 au 4 novembre 1995 : Premier ministre et ministre de la Défense
- Du 13 juillet 1992 au 31 décembre 1992 : ministre des Affaires de Jérusalem et ministre du Travail
- Du 13 juillet 1992 au 7 juin 1993 : ministre de l'Éducation et de la Culture
- Du 13 juillet 1992 au 1er juin 1994 : ministre de la Santé
- Du 13 juillet 1992 au 27 février 1995 : ministre des Affaires religieuses
- Du 14 septembre 1993 au 27 février 1995 : ministre de la Défense

## Publication
- Yitzhak Rabin, Mémoires, Buchet/Chastel, 1980

## Dans la culture

### Au cinéma
- Le film Rendez-vous à Atlit de Shirel Amitaï, sorti en 2015. Il raconte les espoirs de paix d'une famille juive à travers les personnages de trois sœurs opposées à la guerre. Dans les dernières séquences du film, elles suivent le discours du 4 novembre 1995 à la télévision. Émues et réjouies par les propos de Rabin, elles décident d'aller se joindre aux manifestants qui célèbrent son discours, mais alors qu'elles chantent dans la voiture, elles remarquent que de nombreux automobilistes se sont arrêtés sur le bas côté. Elles allument l'autoradio et entendent l'annonce de l'assassinat de Yitzhak Rabin. Choquées et en larmes, elles sortent du véhicule et déambulent en croisant du regard de nombreuses personnes visiblement abattues.
- Amos Gitaï : Le Dernier Jour d'Yitzhak Rabin, sorti en France le 16 décembre 2015, en DVD 2016.
- Le film Incitement, de Yaron Zilberman, a pour sujet les causes de l'assassinat d’Yitzhak Rabin par Yigal Amir.

### Dans la musique
- Yves Duteil rend hommage à Yitzhak Rabin en 1997 dans sa chanson Grand-Père Yitzhak.
- Dans la chanson Des hommes de paix, le groupe de reggae français Danakil lui rend hommage en lui consacrant un couplet.

## Hommage
- Un Jardin Yitzhak-Rabin (Paris) existe parmi les 25 rues, places (etc.) qui portent le nom de l’ancien premier ministre[8].
- C'est aussi le cas de la promenade Yitzhak-Rabin, dans la ville haute de Laon.